# Olympische Sommerspiele 1984/Teilnehmer (Indonesien)
| Gelbes Symbol für Goldmedaillen mit stilisierten Olympischen Ringen | Graues Symbol für Silbermedaillen mit stilisierten Olympischen Ringen | Braundes Symbol für Bronzemedaillen mit stilisierten Olympischen Ringen |
| ------------------------------------------------------------------- | --------------------------------------------------------------------- | ----------------------------------------------------------------------- |
| —                                                                   | —                                                                     | —                                                                       |

Indonesien nahm an den Olympischen Sommerspielen 1984 in Los Angeles, USA, mit einer Delegation von 16 Sportlern (13 Männer und drei Frauen) teil.

## Teilnehmer nach Sportarten

### Bogenschießen
- Suradi Rukimin
Einzel: 16. Platz

- Donald Pandiangan
Einzel: 43. Platz

### Boxen
- Johny Assadoma
Bantamgewicht: 17. Platz

- Alexander Wassa
Federgewicht: 9. Platz

- Francisco Lisboa
Weltergewicht: 17. Platz

### Gewichtheben
- Maman Suryaman
Fliegengewicht: 5. Platz

- Hadi Wihardja
Bantamgewicht: DNF

- Sorie Enda Nasution
Federgewicht: 7. Platz

### Leichtathletik
- Mohamed Purnomo
100 Meter: Halbfinale
200 Meter: Viertelfinale
4 × 100 Meter: Halbfinale

- Christian Nenepath
100 Meter: Vorläufe
200 Meter: Vorläufe
4 × 100 Meter: Halbfinale

- Johannes Kardiono
4 × 100 Meter: Halbfinale

- Ernawan Witarsa
4 × 100 Meter: Halbfinale

- Emma Tahapari
Frauen, 200 Meter: Vorläufe
Frauen, 400 Meter: Vorläufe

### Schießen
- Lely Sampurno
Frauen, Sportpistole: 15. Platz

- Selvyana Adrian-Sofyan
Frauen, Sportpistole: 28. Platz

### Schwimmen
- Luki Niode
100 Meter Freistil: 41. Platz
100 Meter Rücken: 21. Platz
200 Meter Rücken: 25. Platz